# کاتیکا الینی
کاتیکا الینی (انگلیسی: Katica Illényi؛ زادهٔ ۱۷ فوریهٔ ۱۹۶۸) خواننده، و آهنگساز اهل مجارستان است.